# Pete St. John
Pour les articles homonymes, voir Saint John.
Pete St. John (nom de scène de Peter Mooney), né à Dublin le 31 janvier 1932 et mort le 12 mars 2022 dans la même ville, est un chanteur-compositeur-interprète irlandais de musique traditionnelle irlandaise. Il est surtout connu pour avoir composé la chanson The Fields of Athenry.

## Biographie
Pete St. John a également écrit un certain nombre d'autres ballades modernes, telles que The Rare Ould Times (en) et The Ferryman, qui ont été interprétées par plusieurs artistes, dont Les Dubliners, James Last, Paddy Reilly et Mary Black. La version de The Rare Ould Times interprétée par Danny Doyle (en) est restée 11 semaines dans l'Irish Singles Chart où elle a été numéro 1 en 1978. Les chansons de Pete St. John, dont The Rare Ould Times, expriment parfois les regrets de l'auteur face au changement, comme la perte de la colonne Nelson et de la Metropole Ballroom, deux symboles de l'ancien Dublin, faisant une « ville de [sa] bourgade ».